# Acherosoma largescutatum
Acherosoma largescutatum är en mångfotingart som beskrevs av Pius Strasser 1935. Acherosoma largescutatum ingår i släktet Acherosoma och familjen Haasiidae.

## Underarter
Arten delas in i följande underarter:
- A. l. idriense
- A. l. largescutatum
- A. l. parallelum